# Gustav Andreas Tammann
Gustav Andreas Tammann, vollständig Gustav Alfred Andreas Tammann-Jundt (* 24. Juli 1932 in Göttingen; † 6. Januar 2019 in Basel) war ein deutscher Astronom.

## Leben und Wirken
Tammanns Vater war der Chirurg und Hochschullehrer Heinrich Tammann, seine Mutter Verena, geb. Berthofer (1907–1988) stammte aus einer Basler Gelehrtenfamilie. Sein Großvater der Chemiker Gustav Tammann. Gustav Andreas Tammann. studierte Astronomie in Basel und Göttingen. In seiner Studienzeit trat er dem Schweizerischen Zofingerverein bei. 1963 ging er an das Mount Wilson- und Palomar-Observatorium und begann eine langjährige Zusammenarbeit mit Allan Sandage. 
1972 wurde er Professor an der Universität Hamburg. Von 1977 bis zu seiner Pensionierung war er Professor und Leiter des Astronomischen Instituts an der Universität Basel.
Tammann befasste sich besonders mit der kosmischen Entfernungsskala, der Hubble-Konstante, und damit zusammenhängend mit kosmischen Entfernungsindikatoren wie Supernovae und Cepheiden. Tammann und Sandage vertraten in den 1990er Jahren Werte von 50 bis 60 für die Hubble-Konstante, während eine US-Schule um de Vaucouleurs Werte von 80 bis 100 vertrat, teilweise unterstützt durch Beobachtungen mit dem Hubble Space Telescope.
Gustav Andreas Tammann war ebenfalls tätig in Genealogie und Ordenskunde. Seine eigene Ordenssammlung ließ er im November 2008 in Basel versteigern. Tammann war verwitwet und hatte zwei Kinder.

## Ehrungen
- 1991 Ordentliches Mitglied der Academia Europaea
- 1993 Korrespondierendes Mitglied der Heidelberger Akademie der Wissenschaften[4]
- 1998 Korrespondierendes Mitglied der Österreichischen Akademie der Wissenschaften[5]
- 2000 Albert-Einstein-Medaille
- 2000 Tomalla-Preis
- 2001 Namensgeber für den Asteroiden (18872) Tammann[6]
- 2005 Karl-Schwarzschild-Medaille